# Campiglossa trinotata
Campiglossa trinotata este o specie de muște din genul Campiglossa, familia Tephritidae. A fost descrisă pentru prima dată de Foote în anul 1979.
Este endemică în Guatemala. Conform Catalogue of Life specia Campiglossa trinotata nu are subspecii cunoscute.